# Макливи, Робин
Робин Макливи (англ. Robin McLeavy; род. 19 июня 1981, Сидней) — австралийская актриса.

## Биография
Робин Макливи родилась 19 июня 1981 года в Сиднее, Австралия. В 2004 году окончила Австралийский национальный институт драматического искусства. Периодически играет в театре (например, роль Изабеллы в постановке «Мера за меру» Сиднейского театра, и другие).
Дебютировала в кино в 2005 году. Наиболее известна ролью Лолы в фильме «Любимые», за которую в 2012 году была номинирована на премию «Fright Meter Award» в категории «Лучшая актриса», а в 2013 году — на премию «Fangoria Chainsaw Awards» в категории «Лучшая актриса».
С 2011 по 2016 год снималась в телесериале «Ад на колёсах».
В 2012 году сыграла Нэнси Линкольн в фильме «Президент Линкольн: Охотник на вампиров».
В 2015 году озвучила коалу Натси в мультфильме «Блинки Билл».
В 2019 году снялась в сериале «Убийцы Ву».

## Фильмография
| Год       |     | Русское название                                    | Оригинальное название                           | Роль                   |
| --------- | --- | --------------------------------------------------- | ----------------------------------------------- | ---------------------- |
| 2005      | с   | Последний настоящий мужчина                         | Last Man Standing                               | Келли                  |
| 2006      | ф   | 48 оттенков                                         | 48 Shades                                       | Жак                    |
| 2007      | кор | Вторая половина                                     | The Other Half                                  | Сара                   |
| 2009      | ф   | Любимые                                             | The Loved Ones                                  | Лола «Принцесса» Стоун |
| 2009      | с   | Все святые                                          | All Saints                                      | Катерина Бернетт       |
| 2010      | кор | После кредитов                                      | After the Credits                               | Люси                   |
| 2011      | кор | Ковчег Романа                                       | Roman's Ark                                     | жена Романа            |
| 2011—2016 | с   | Ад на колёсах                                       | Hell on Wheels                                  | Ева                    |
| 2012      | ф   | Президент Линкольн: Охотник на вампиров             | Abraham Lincoln: Vampire Hunter                 | Нэнси Линкольн         |
| 2013      | с   | Руководство элегантным джентльменам по ножевому бою | The Elegant Gentleman's Guide to Knife Fighting | различные роли         |
| 2014      | с   | Супер весёлый вечер                                 | Super Fun Night                                 | Люсинда                |
| 2015      | ф   | Отступление                                         | Backtrack                                       | Барбара Хеннинг        |
| 2015      | мф  | Блинки Билл                                         | Blinky Bill the Movie                           | Натси                  |
| 2019      | с   | Убийцы Ву                                           | Wu Assassins                                    | Мэгги Маккалоу         |
| 2020      | с   | Родина                                              | Homeland                                        | Шарлотта Бенсон        |